# Diodia paludosa
Diodia paludosa är en måreväxtart som beskrevs av Carl Ernst Otto Kuntze. Diodia paludosa ingår i släktet Diodia och familjen måreväxter.
Artens utbredningsområde är Paraguay. Inga underarter finns listade i Catalogue of Life.